# 松前矩広
松前 矩広（まつまえ のりひろ、旧字体：松󠄁前󠄁 矩󠄁廣）は、江戸時代中期の大名。蝦夷地松前藩の第5代藩主。官位は従五位下志摩守。

## 生涯
万治2年（1659年）、第4代藩主・松前高広の長男として誕生。寛文5年（1665年）11月6日、父・高広の死去により、家督を相続する。同年11月15日、第4代将軍・徳川家綱にお目見えする。貞享元年（1684年）12月15日、従五位下志摩守に叙任する。
寛文9年（1669年）、シャクシャインの戦いが勃発した際、矩広は幼年であったため大叔父の松前泰広が補佐してこれを制圧した。矩広が襲封したのは父・高広と同じ7歳であり、そのため藩主一門及び有力家臣が藩政を左右した。やがて一門同士の争いは家老の変死事件を引き起こし、天和元年（1681年）に「松前家中仕置等宜しからず」との老中からの注意が記録されている。また、この頃より砂金の採取量の減少を始めとする財政難が顕著になっていく。
享保元年（1716年）1月13日、嫡子であった次男富広が死去したため、一族の松前本広の六男邦広を養子に迎えた。
元来、松前氏は米が穫れない蝦夷において無石の島主扱いの交代寄合でしかなかったが、享保4年（1719年）正式に大名に昇格して1万石格の松前藩がようやく成立した。
享保5年（1720年）、死去。享年62。

## 系譜
父母
- 松前高広（父）
- 蠣崎利広の娘（母）

正室
- 唐橋在勝の娘（正室）
- 安子 ー 米津才兵衛の娘（継室）

子女
- 冬子 ー 福島正視室
- 松前周広
- 伊良子 ー 山田八郎右衛門室
- 佐知子 ー 夭折
- 松前富広（次男）
- 松前方広
- 幾子 ー 夭折

養子
- 松前邦広 ー 松前本広の六男

## 関連作品
テレビドラマ
- 暴れん坊将軍IV第4話「裏切り者に涙あり!」（1991年放送）に登場する。須永克彦が矩広を演じた。レギュラーの田之倉孫兵衛が「御貴殿は、先年、旗本寄合格より1万石の大名になられたことに不満でもござるのか。」と矩広の放蕩ぶりを諌めたところ、「いかにも。大いに不満でござる。蝦夷地は確かに米作りには向かぬが、当藩の海産物は異国との交易に使われ、大いに公儀の役に立っておる。それがたったの1万石では他の大名の笑われ者でござるよ。」「わしの遊び好きは生来のもの。まあ、10万石の格式ともなれば、それ相当の奥ゆかしさを身につけねばなるまいがの。田之倉殿、なお一言、付け加えておく。金は天下の回り物。わしが使った金は町民どもを潤し、少しは世の中の景気に役立つはずだ。かようなことは、とても今の上様にはお分かりになるまいて。」と徳川吉宗を批判している。最後には、「それからしばらくのち、幕府は松前矩広に隠居を命じ、新しく藩主となった松前邦弘は伊佐山左内の一党を厳しく処断した。」と説明をして、幕を閉じた。一定の時代考証を踏まえたうえで、シナリオが描かれている。